# Lova Sönnerbo
Lova Sönnerbo es una cantante de Suecia, que actualmente vive en el distrito de Bromma en Estocolmo (Suecia).
En el año 2012, consiguió ganar el Lilla Melodifestivalen 2012, la versión infantil del Melodifestivalen sueco, donde la cadena SVT elige al representante de Suecia para el Festival de la Canción de Eurovisión Junior.
Con tan solo 14 años de edad, representó a Suecia en el Festival de la Canción de Eurovisión Junior 2012, que se celebró en Ámsterdam (Países Bajos) el 1 de diciembre de 2012, con la canción "Mitt mod" (Mi Corazón en español). Sönnerbo finalizó en la sexta posición con 70 puntos.